# Judith O'Dea
Judith O'Dea (n. 20 aprilie 1945) este o actriță americană cunoscută în special datorită rolului Barbra din Noaptea morților vii (1968). În afara acestui rol, O'Dea nu a mai prea avut succese în filme.  Printre cele în care a jucat se numără The Pirate (1978), Claustrophobia (2003), Evil Deeds (2004) și October Moon (2005).